# アラビア語リビア方言
アラビア語リビア方言（英: Libyan Arabic）は、アラビア語の口語（アーンミーヤ）のひとつで、マグリブ方言に分類される言語。リビアおよびその周辺諸国で話される。リービ（ليبي / Lībi）、スライミティアン・アラビア語（英: Sulaimitian Arabic）とも呼ばれる。
リビア方言は大きく2つの下位方言に分けることができる。ベンガジ、アルバイダを中心とする東部方言と、トリポリ、ミスラタを中心とする西部方言である。東部方言はリビアの東の国境を越え、エジプトの西部に広がる。

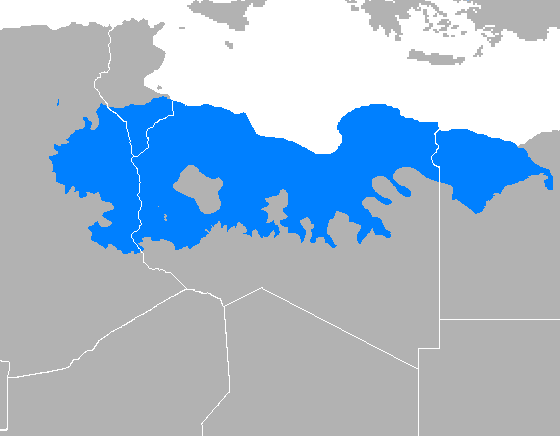
アラビア語リビア方言の分布図

アラビア語の口語（アーンミーヤ）の方言地図